# 5-Bromcytosin
5-Bromcytosin ist eine heterocyclische organische Verbindung mit einem Pyrimidingrundgerüst. Es ist ein Derivat der Nukleinbase Cytosin mit einem zusätzlichen Brom an Position 5.